# اچ‌ام‌اس اوسوری (۱۹۱۵)
اچ‌ام‌اس اوسوری (۱۹۱۵) (به انگلیسی: HMS Ossory (1915)) یک کشتی بود که طول آن ۲۶۹ فوت (۸۲ متر) بود. این کشتی در سال ۱۹۱۵ ساخته شد.